# Balasjicha

Balasjichas vapen.

Balasjicha (ryska Балашиха) är en stad i Moskva oblast i Ryssland. Den är belägen ett par mil öster om Moskva. Folkmängden uppgick till 260 704 invånare i början av 2015, med totalt 271 961 invånare inklusive landsbygd under stadens administration. Balasjicha grundades på 1820-talet och fick stadsrättigheter 1928. 